# Bombardier Innovia APM

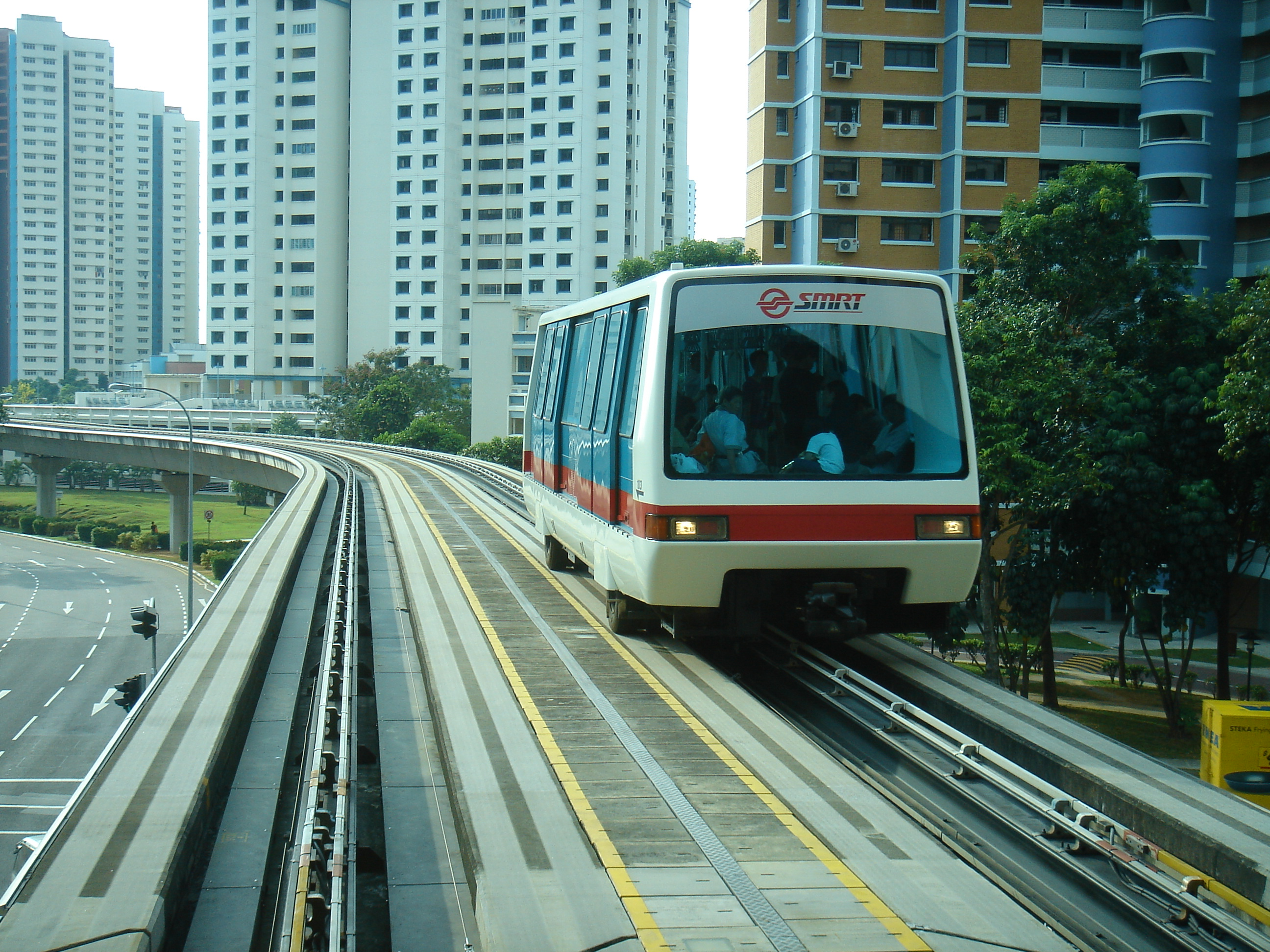
Ein Bombardier Innovia APM 100 in Singapur

Bombardier Innovia APM ist ein automatisches, spurgebundenes Personenverkehrsmittel, das ursprünglich von Adtranz als CX-100 für Stadtschnellbahnsysteme und den internen Flughafenverkehr entwickelt und angeboten wurde. Später wurde es vom Nachfolgeunternehmen Bombardier weiterentwickelt und in die Innovia-Serie eingereiht.
Die Fahrzeuge fahren auf gummibereiften Rädern auf einer Fahrbahn; die seitliche Spurführung wird durch eine Schiene in der Mitte des Fahrwegs bewirkt, neben der zwei Stromschienen für die Stromversorgung der Fahrzeuge verlaufen.
Die meisten Systeme werden an Flughäfen zur Verbindung von Terminals eingesetzt. Diese befinden sich teilweise im Sicherheitsbereich und sind daher nur für Fluggäste benutzbar. Öffentliche Systeme an Flughäfen gibt es u. a. in San Francisco und Frankfurt. Städtische Installationen bestehen in Guangzhou, Miami und Singapur.
Unter der Bezeichnung Innovia bietet Bombardier fahrerlose Transportsysteme an. Bombardier Innovia Metro werden automatische U-Bahnen wie der SkyTrain Vancouver genannt. Als Bombardier Innovia Monorail werden automatische Einschienenbahnen wie die Las Vegas Monorail bezeichnet.

## Versionen
Das System Bombardier Innovia APM wurde in mehreren Versionen (weiter)entwickelt.

### Adtranz C-100
Das System Adtranz C-100 ist der Vorgänger des Bombardier CX-100, das später in Innovia APM 100 umbenannt wurde. Es wurde von Westinghouse Transportation Systems (später AEG-Westinghouse, AEG Transportation, Adtranz, und jetzt Bombardier Transportation) entwickelt. Das C-100 wurde erstmals 1971 am Flughafen Tampa eingesetzt. Während das C-100 an den meisten Flughäfen durch CX-100 ersetzt wurde, bleiben viele C-100-Fahrzeuge am Flughafen Orlando in Betrieb. Der Miami-Dade Metromover, ein innerstädtischer Peoplemover in Miami, Florida, verwendet immer noch eine Flotte von 29 C-100s. Das System C-100 wird nicht mehr hergestellt.

### Bombardier CX-100 (Bombardier Innovia APM 100)
Das neuere CX-100 ist in der Lage, den größten Teil der bestehenden Infrastruktur der C-100 weiterzuverwenden, so dass ein einfaches Upgrade möglich ist.
Das System ist u. a. als SkyLine am Flughafen Frankfurt Main eingesetzt, an diversen Flughäfen in Nordamerika und auf einer Strecke des städtischen Nahverkehrssystems von Singapur sowie als Miami-Dade Metromover in Miami, USA.

### Bombardier Innovia APM 200
Das System Innovia APM 200 ist der Nachfolger des Innova APM 100. Es wurde von Bombardier als Antwort auf den Erfolg des Mitsubishi Crystal Movers vorgestellt. Es wurde zuerst im Jahr 2005 am Flughafen in Dallas installiert. Seit dem Jahr 2008 gibt es auch eine Installation am Flughafen London Heathrow. 2013 ging mit der Bezeichnung PHX Sky Train ein derartiges System am Flughafen Phoenix in Betrieb.

### Bombardier Innovia APM 300
Der Flughafen München hat im November 2011 als erster Kunde das System Innovia APM 300 bestellt. Die offizielle Eröffnung fand am 22. April 2016 statt. Eine Fahrt auf der knapp 400 m langen zweispurigen Strecke dauert bei einer Geschwindigkeit von 25 km/h weniger als 60 s. Pro Fahrt können 90 Personen befördert werden.
Weitere Bestellungen kamen von den Flughäfen in Dschidda und Dubai.

## Bilder

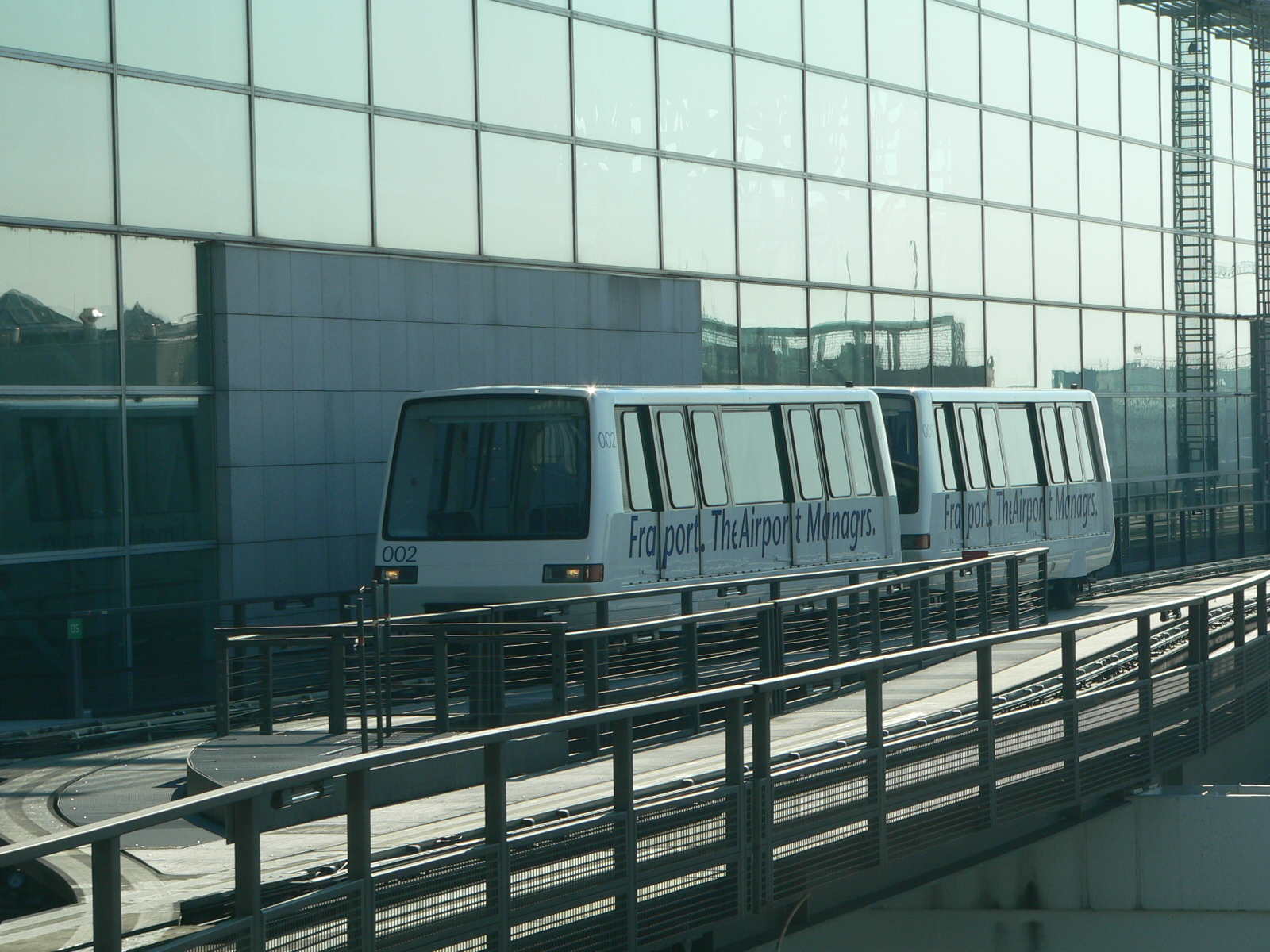
Innovia APM 100 als „SkyLine“ am Frankfurter Flughafen
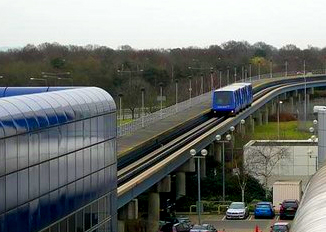
Innovia APM 100 am Flughafen London Gatwick
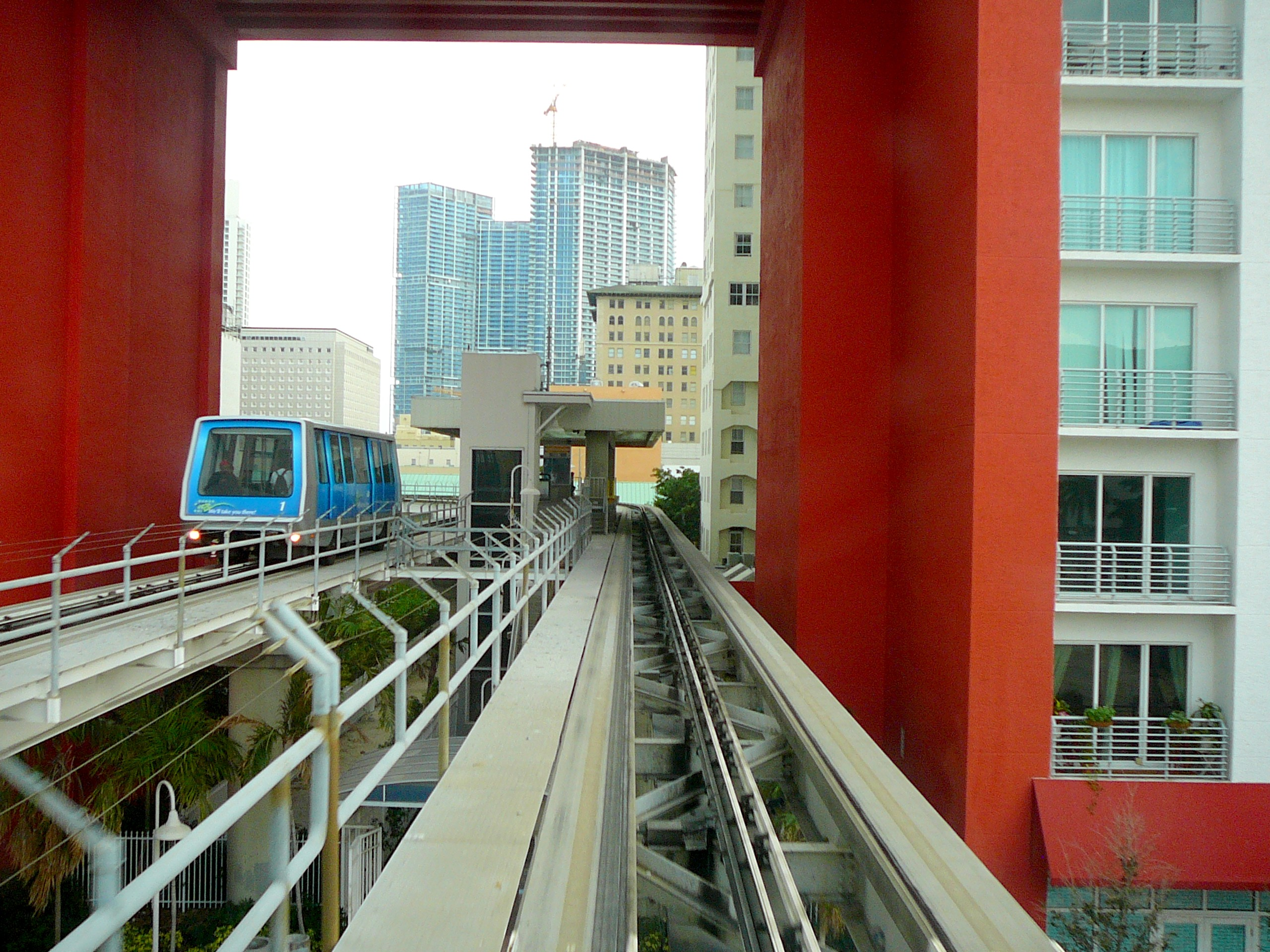
Station First Street in Miami

## Installationen
Auf seiner Webseite gibt Bombardier die Anzahl der Installationen mit 32 an.
| Stadt/Flughafen                                  | Land          | Betrieb                                                        | Linien | Streckenlänge | Stationen | Planbetrieb | Fahrzeuge                             | Art                          | Bemerkung                                         |
| ------------------------------------------------ | ------------- | -------------------------------------------------------------- | ------ | ------------- | --------- | ----------- | ------------------------------------- | ---------------------------- | ------------------------------------------------- |
| Hartsfield–Jackson Atlanta International Airport | USA           | The Plane Train                                                | 1      | 4,5 km        | 8         | 1980        | 59 Bombardier Innovia APM 100         | Flughafen                    | ursprünglich Adtranz C-100                        |
| Flughafen Dallas/Fort Worth                      | USA           | Skylink                                                        | 1      | 7,7 km        | 10        | 2005        | 64 Bombardier Innovia APM 200         | Flughafen                    | zweigleisig                                       |
| Flughafen Denver                                 | USA           | Denver International Airport Automated Guideway Transit System | 1      | 2 km          | 4         | 1995        | 31 Bombardier Innovia APM 100         | Flughafen                    | [ 5 ]                                             |
| Flughafen Dschidda                               | Saudi-Arabien |                                                                | 1      | 1,5 km        |           | 2014        | 10 Bombardier Innovia APM 300         | Flughafen                    | zweigleisig                                       |
| Flughafen Dubai                                  | VAE           | Dubai International Airport                                    | 1      | 1,5 km        |           | 2018        | 18 Bombardier Innovia APM 300         | Flughafen                    | [ 7 ]                                             |
| Flughafen Frankfurt Main                         | Deutschland   | SkyLine                                                        | 1      | 3,8 km        | 4         | 1994        | 18 Bombardier CX-100                  | Flughafen                    | zweigleisig                                       |
| Guangzhou                                        | China         | Stadt                                                          | 1      | 4 km          | 9         | 2010        | 14 Bombardier Innovia APM 100         | Stadt                        | zweigleisig                                       |
| Flughafen Houston-George Bush                    | USA           | TerminaLink                                                    | 1      | 1,1 km        | 4         | 1999        | 12 Bombardier Innovia APM 100         | Flughafen                    | zweigleisig                                       |
| Flughafen Kuala Lumpur                           | Malaysia      | Aerotrain                                                      | 1      | 1,2 km        | 2         | 1998        | 6 Bombardier Innovia APM 100          | Flughafen Sicherheitsbereich |                                                   |
| Las Vegas                                        | USA           | McCarran International Airport                                 | 3      | 1,7 km        | 6         | 1985        | 16 Bombardier Innovia APM 100         | Flughafen                    | [ 11 ]                                            |
| London                                           | UK            | Flughafen Gatwick                                              | 1      | 1,2 km        | 2         | 1982        | 6 Bombardier Innovia APM 100          | Flughafen                    | [ 12 ]                                            |
| London                                           | UK            | Flughafen Heathrow                                             | 1      | 0,67 km       | 3         | 2008        | 8 Bombardier Innovia APM 200          | Flughafen                    | [ 13 ]                                            |
| London                                           | UK            | Stansted Airport Track Transit System                          | 1      | 3,2 km        | 6         | 1991        | 5 Adtranz C-100 4 Bombardier CX-100   | Flughafen Sicherheitsbereich | zweigleisig, 1998 erweitert                       |
| Los Angeles International Airport                | USA           | LINXS                                                          | 1      | 3,6 km        | 6         | 2022        | 9 Züge mit 4 Wagen                    | Flughafen                    |                                                   |
| Madrid                                           | Spanien       | Barajas International Airport                                  | 1      | 2,7 km        | 2         | 2006        | 19 Bombardier Innovia APM 100         | Flughafen                    | [ 14 ]                                            |
| Miami                                            | USA           | Miami-Dade Metromover                                          | 3      | 7,1 km        | 21        | 1986        | 29 Bombardier CX-100                  | Stadt                        | [ 15 ]                                            |
| München                                          | Deutschland   | Flughafen                                                      | 1      | 0,4 km        | 2         | 2016        | 12 Bombardier Innovia APM 300         | Flughafen Sicherheitsbereich | [ 16 ]                                            |
| Peking                                           | China         | Beijing Capital International Airport                          | 1      | 2 km          | 3         | 2008        | 18 Bombardier Innovia APM 100         | Flughafen                    | zweigleisig                                       |
| Pittsburgh                                       | USA           | Pittsburgh International Airport People Movers                 | 1      |               | 2         | 1992        | 6 Bombardier Innovia APM 100          | Flughafen Sicherheitsbereich |                                                   |
| Flughafen Phoenix                                | USA           | SkyTrain                                                       | 1      | 3,5 km        | 3         | 2013        | 18 Bombardier Innovia APM 200         | Flughafen                    | [ 18 ] [ 19 ] [ 20 ]                              |
| Rom                                              | Italien       | Aeroporto Leonardo da Vinci di Fiumicino                       |        |               |           |             | Bombardier Innovia APM 100            | Flughafen                    |                                                   |
| Sacramento                                       | USA           | Sacramento International Airport                               | 1      |               | 2         | 2011        | 2 Bombardier Innovia APM 100          | Flughafen                    | 24. Installation, zweigleisig                     |
| San Francisco                                    | USA           | AirTrain                                                       | 2      | 10 km         | 9         | 2003        | 38 Bombardier Innovia APM 100         | Flughafen öffentlich         | [ 22 ]                                            |
| Seattle                                          | USA           | Satellite Transit System                                       | 3      | 2,7 km        | 8         | 1969        | 21 Bombardier Innovia APM 100         | Flughafen Sicherheitsbereich | North Train Loop, South Train Loop, Shuttle Train |
| Singapur                                         | Singapur      | LRT                                                            | 1      | 7,8 km        | 14        | 1999        | 19 Bombardier Innovia APM 100 (C801)  | Stadt                        | [ 24 ]                                            |
| Singapur                                         | Singapur      | LRT                                                            | 1      | 7,8 km        | 14        | 2014        | 13 Bombardier Innovia APM 100 (C801A) | Stadt                        |                                                   |
| Singapur                                         | Singapur      | LRT                                                            | 1      | 7,8 km        | 14        | 2019        | 19 Bombardier Innovia APM 300 (C801B) | Stadt                        | Ersetzt C801 Triebzüge.                           |
| Singapur                                         | Singapur      | Changi Airport                                                 | 1      |               | 7         | 1990        | Adtranz C-100                         | Flughafen                    | Ab 2002 durch Mitsubishi Crystal Mover ersetzt.   |
| Tampa                                            | USA           | Tampa International Airport                                    | 4      | 1,5 km        | 8         | 1971        | 16 Bombardier Innovia APM 100         | Flughafen                    | [ 25 ]                                            |